# Río Rapel

Einzugsgebiet (cuenca) des Río Rapel

Der Río Rapel ist ein ca. 80 km langer Fluss in der Región del Libertador General Bernardo O’Higgins in Zentral-Chile.

## Verlauf
Der Río Rapel entsteht – gemäß einer schon lange praktizierten Übereinkunft – an der Einmündung des Río Cachapoal in den Río Tinguiririca. Etwa 5 km später mündet er in den ca. 25 km langen Lago Rapel; danach windet er sich noch weitere ca. 50 km bis zu seiner Mündung in den Pazifik.

„Rapel.-—Río principal de Chile formado de la reunión del Cachapual y el Tinguiririca verificada por los 34° 20' Lat. y 71° 29' Lon. y cosa de tres kilómetros al sur del pueblo de Llallauquén y á 113 metros sobre el nivel del Pacífico. Francisco Solano Asta-Buruaga y Cienfuegos: Diccionario Geográfico de la República de Chile. 1899“

## Einzugsgebiet
Das Einzugsgebiet (spanisch cuenca) des Río Rapel selbst ist eigentlich recht klein; durch die Einbeziehung seiner o. g. genannten Hauptzuflüsse und deren Nebenflüsse umfasst es jedoch insgesamt über 14.000 km².

## Weblinks

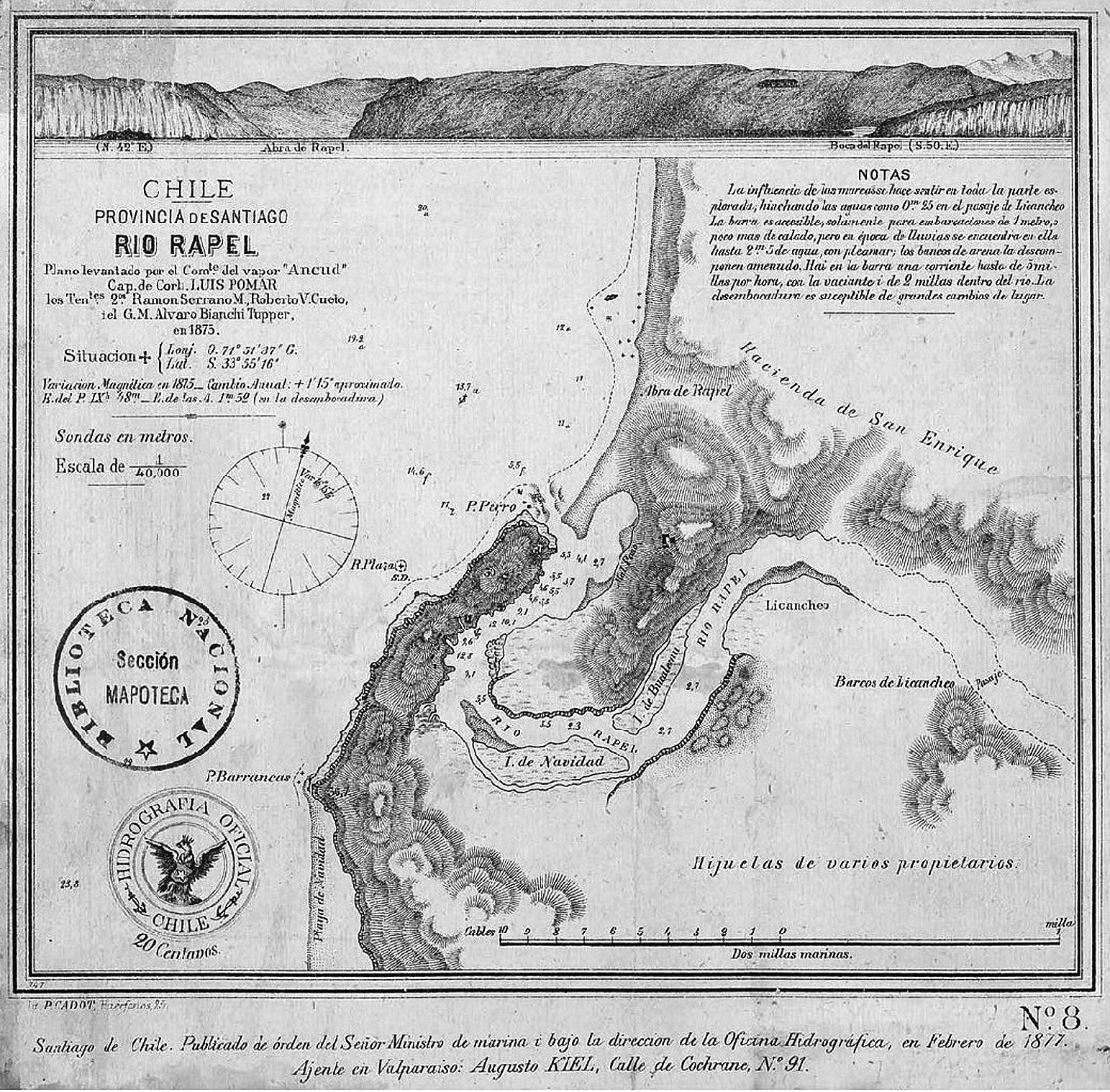
Karte des Mündungsgebiets des Río Rapel (1877)